# Betray My Secrets
Betray My Secrets war eine Band aus München, die Metal und Dark Rock mit orientalischen, fernöstlichen und afrikanischen Elementen kombinierte und ihren Stil selbst „Ethno-Metal“ nannte.

## Geschichte
Gegründet wurde die Band von Stefan Hertrich, Gründer und langjähriger Sänger von Darkseed. Schlagzeuger war Harald Winkler, zweiter Mitgründer von Darkseed, Gitarre und Bass übernahm Christian Bystron, Gitarrist bei Megaherz.
Im Jahr 1998 veröffentlichte Serenades Records, ein Unterlabel von Last Episode, zu dem zwischenzeitlich u. a. Graveworm, The Dreamside und Dies Irae gehörten, die 7″-Single Oh, Great Spirit. Ein Jahr später folgte bei demselben Label das Debütalbum Betray My Secrets. Der „harsche Metal-Sound“ ähnele an manchen Stellen dem von Samael, die Liste mit den weiteren Instrumenten lese sich mit Sitars, Tablaperkussion, indischen Bambusflöten, Piccoloflöten aus Nepal und chinesischer Blechperkussion „wie das Inventar ganz Ost-Asiens“, so der Rezensent des Metal Hammer.
Seitdem erschienen keine weiteren Veröffentlichungen von Betray My Secrets. Mit den Nachfolgeprojekten Shiva In Exile und Spiritual setzte Hertrich die musikalische Ausrichtung aber fort.

## Stil
Das Internetportal Vampster beschrieb die musikalische Ausrichtung von Betray My Secrets als „wilde Mischung aus Folklore Sounds aus aller Welt und Metal“. Die Selbstbezeichnung als „Ethno-Metal“ wird von Wolfgang Schäfer vom Rock Hard als stimmige Einordnung bezeichnet. Schäfer umschreibt die Elemente als vertraut, jedoch treten „Elemente, die sonst bestenfalls zur Untermalung dienen, […] hier in den Vordergrund und stehen gleichberechtigt neben fett und in bester Rammstein-Manier […] inszenierten Gitarren.“ Auch das Online-Magazin metal.de hebt die Verbindung von Metal mit „Sitars, Tabla Percussions und verschiedenste Flöten, sowie Sänger und Sängerinnen ferner Länder“ hervor. Der Gesang wird sauber arrangiert und mehrstimmig bis hin zu Chorälen und Chants dargebracht, sowie durch, dem Death Metal entlehntes Growling ergänzt. Den Rhythmus bezeichnet Schäfer als knackig. Als weiteres den Klang bestimmendes Element wird ein „dezente[r] Keyboard-Teppich“ hervorgehoben.

## Diskografie
- 1998: Oh, Great Spirit (7", Serenades Records)
- 1999: Betray My Secrets (Album, Serenades Records)